# Ralph Firman
Ralph David Firman Jr. (Norfolk, 1975. május 20.) angol születésű ír autóversenyző.
Édesanyja ír származású, és noha Ralph pályája elején még brit licenc alatt versenyzett, karrierje nagy részét ír licencel teljesítette. Édesapja a Van Diemen nevű, versenyautókat felkészítő műhely társalapítója, nővére Natasha pedig szintén sikeres autóversenyző.

## Pályafutása
1993-ban a Formula Vauxhall Junior sorozat bajnoka volt. 1995-ben másodikként, majd 1996-ban elsőként zárta a brit Formula–3-as bajnokságot. 1996-ban megnyerte a Makaói Formula–3-as nagydíjat is.
1997 és 2002 között a japán Formula–Nippon sorozatban versenyzett. Ez időszak alatt hét futamgyőzelmet szerzett, 2002-ben pedig megnyerte a bajnoki értékelést.

### Formula–1

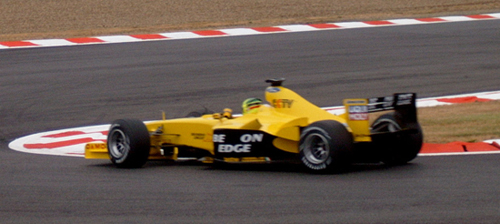
A 2003-as francia nagydíjon

2003-ban a Formula–1-es Jordan-istálló versenyzője lett. A szezon ötödik versenyén, Spanyolországban nyolcadik lett és megszerezte első pontját a sorozatban. A magyar nagydíj szabadedzésén komoly balesetet szenvedett. Autója hátsó légterelőszárnya leesett, Ralph elvesztette kontrollját a versenyautó felett és nagy sebességgel a gumifalba csapódott. Sérülései miatt nem vehetett részt sem a magyar, sem az olasz versenyen. Helyét a magyar Baumgartner Zsolt vette át a csapatban. Firman a szezon utolsó két futamára tért vissza. Egy pontjával végül huszadikként zárt az összetettben.

### Formula–1 után

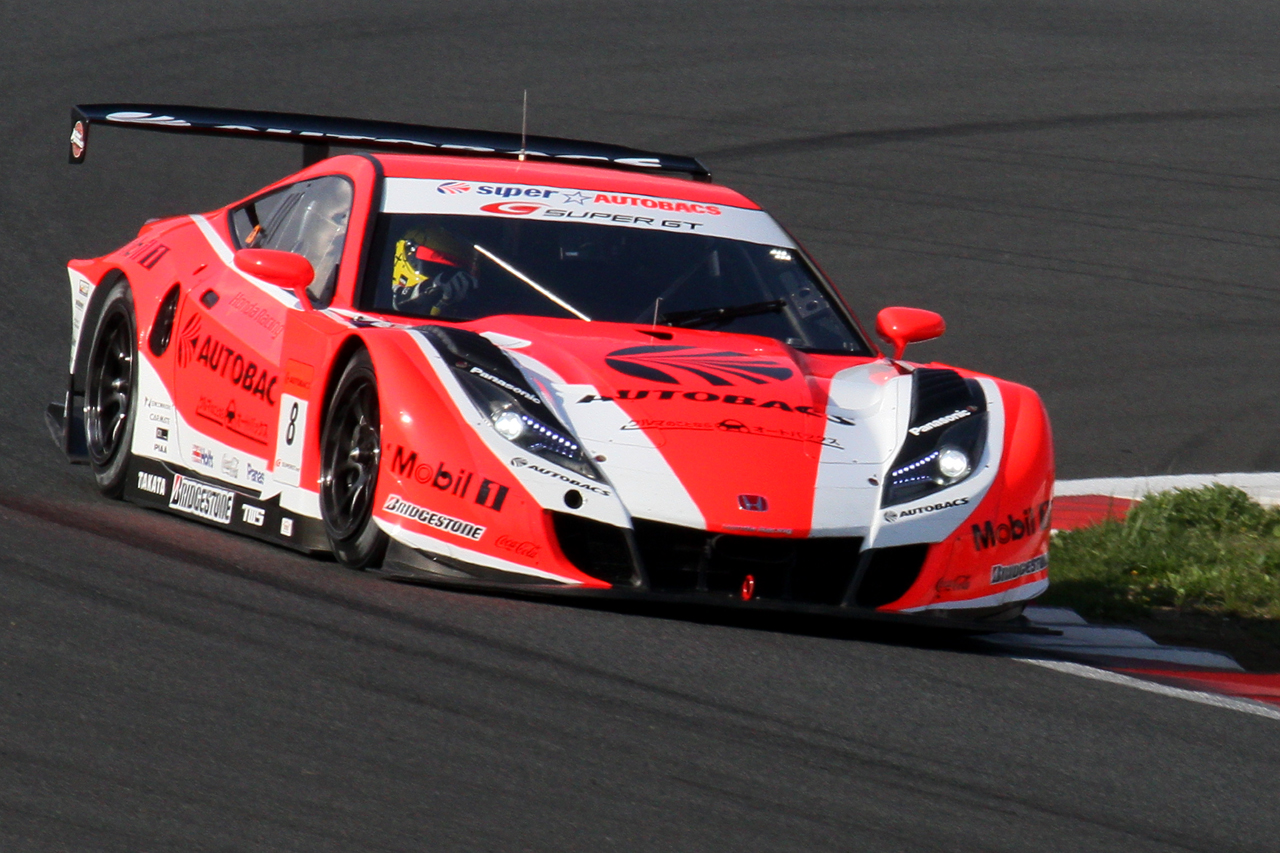
2010-ben a japán Super GT bajnokság egy futamán

2004-ben részt vett a Le Mans-i 24 órás versenyen. A futamon Tom Coronel és Justin Wilson váltótársaként indult. Az alakulat 313 kört tett meg, eredményük azonban nem minősült értékelhetőnek.
Tizenhat futamon képviselte hazája csapatát a 2005–2006-os A1 Grand Prix-szezonban. A versenyek nagy részén pontszerzőként végzett, egy alkalommal pedig dobogón is állt. A csapat másik pilótájával, Michael Devaney-el együtt hatvannyolc pontot gyűjtöttek, mellyel a nyolcadik helyen zárták az összetett értékelést. A 2007–2008-as idényben mindössze két futamon volt jelen, a többi versenyen pedig Adam Carroll vezette az ír csapat autóját.
2005 óta rendszeres résztvevője a japán Super GT sorozatnak. Társával, Daisuke Ito-val bajnoki címet szerzett a 2007-es szezonban. Ralph ezentúl második lett a 2009-es, és harmadik a 2005-ös szezonban.

## Eredményei
Teljes Formula–1-es eredménylistája
(Táblázat értelmezése)

(Félkövér: pole-pozícióból indult; dőlt: leggyorsabb kört futott) 

| Év   | Csapat      | 1      | 2      | 3      | 4      | 5     | 6      | 7      | 8      | 9      | 10     | 11     | 12     | 13     | 14  | 15     | 16     | Helyezés | Pont |
| ---- | ----------- | ------ | ------ | ------ | ------ | ----- | ------ | ------ | ------ | ------ | ------ | ------ | ------ | ------ | --- | ------ | ------ | -------- | ---- |
| 2003 | Jordan Ford | AUS Ki | MAL 10 | BRA Ki | SMR Ki | ESP 8 | AUT 11 | MON 12 | CAN Ki | EUR 11 | FRA 15 | GBR 13 | GER Ki | HUN Vi | ITA | USA Ki | JPN 14 | 20.      | 1    |

Le Mans-i 24 órás autóverseny
| Év   | Csapat             | Autó      | Csapattárs    | Csapattárs  | Helyezés        |
| ---- | ------------------ | --------- | ------------- | ----------- | --------------- |
| 2004 | Racing for Holland | Dome S101 | Justin Wilson | Tom Coronel | nem értékelhető |

Teljes eredménylistája az A1 Grand Prix sorozaton
(Táblázat értelmezése)

(Félkövér: pole-pozícióból indult; dőlt: leggyorsabb kört futott) 

| Év      | Csapat  | 1         | 2         | 3         | 4         | 5          | 6         | 7       | 8       | 9         | 10        | 11        | 12         | 13        | 14         | 15        | 16         | 17         | 18         | 19        | 20        | 21      | 22      | Helyezés | Pont |
| ------- | ------- | --------- | --------- | --------- | --------- | ---------- | --------- | ------- | ------- | --------- | --------- | --------- | ---------- | --------- | ---------- | --------- | ---------- | ---------- | ---------- | --------- | --------- | ------- | ------- | -------- | ---- |
| 2005–06 | Ireland | GBR SPR   | GBR FEA   | GER SPR 9 | GER FEA 6 | POR SPR 19 | POR FEA 3 | AUS SPR | AUS FEA | MYS SPR 7 | MYS FEA 9 | UAE SPR 4 | UAE FEA Ki | RSA SPR 4 | RSA FEA Ki | IDN SPR 6 | IDN FEA Ki | MEX SPR Ki | MEX FEA Ki | USA SPR 5 | USA FEA 6 | CHN SPR | CHN FEA | 8.       | 68   |
| 2007–08 | Ireland | NED SPR 8 | NED FEA 6 | CZE SPR   | CZE FEA   | MYS SPR    | MYS FEA   | ZHU SPR | ZHU FEA | NZL SPR   | NZL FEA   | AUS SPR   | AUS FEA    | RSA SPR   | RSA FEA    | MEX SPR   | MEX FEA    | SHA SPR    | SHA FEA    | GBR SPR   | GBR SPR   |         |         | 6.       | 94   |

## Fordítás
- Ez a szócikk részben vagy egészben  a   Ralph Firman című angol Wikipédia-szócikk fordításán alapul.  Az eredeti cikk szerkesztőit annak laptörténete sorolja fel. Ez a jelzés csupán a megfogalmazás eredetét és a szerzői jogokat jelzi, nem szolgál a cikkben szereplő információk forrásmegjelöléseként.

## Külső hivatkozások
- A Ralph Firman Racing honlapja (angolul)
- Profilja a grandprix.com honlapon (angolul)
- Profilja a statsf1.com honlapon (angolul)
- Profilja a driverdatabase.com honlapon (angolul)